# Веселин Шљиванчанин
Веселин Шљиванчанин (Палеж, код Жабљака, 13. јун 1953) је пензионисани официр Југословенске народне армије и Војске Југославије, један од команданата југословенских снага у бици за Вуковар. Хашки трибунал га је прогласио кривим за помагање и подржавање у мучењу хрватских заробљеника у Вуковару.

## Живот
Завршио је средњу школу у Сарајеву и Војну академију у Београду. Похађао је штапску школу тактике и курс војне полиције у Панчеву.
Био је шеф групе за обезбеђење Вељка Кадијевића. На Кадијевићев предлог постављен је за начелника безбедности Гардијске бригаде. Од септембра 1991. учествује у бици за Вуковар. Био је оперативни командант снага ЈНА у последњој фази опсаде Вуковара. Тада је имао чин мајора. По окончању битке унапређен је у чин потпуковника. Био је командант Пете моторизоване бригаде подгоричког корпуса Војске Југославије.
Хашки трибунал га је оптужио 7. новембра 1995. заједно са Милом Мркшићем и Мирославом Радићем (Вуковарска тројка) као и са ондашњим градоначелником Вуковара Славком Докмановићем. Шљиванчанин се терети да је одговоран за масовно убиство на Овчари. Почетком 1996. унапређен је у чин пуковника. На Војној академији у Београду предавао је тактику. Пензионисан је октобра 2001. Ухапшен је у Београду 13. јуна 2003. године а у Хашки трибунал је изручен 1. јула. Суђење је почело октобра 2005. године.
Дана 27. септембра 2007, судско веће Хашког трибунала неправноснажно је осудило Шљиванчанина на пет година затвора за помагање и подржавање мучења хрватских заробљеника на фарми Овчара, 20. новембра 1991, а ослободило кривице за убиство. Пошто је у истражном затвору провео преко 4 године, суд га је у децембру 2007. превремено ослободио. Одлуком Жалбеног већа Хашког трибунала казна Веселину Шљиванчанину је 5. маја 2009. повећана на 17 година.
Трибунал у Хагу је 8. децембра 2010. донео нову пресуду којом је казна смањена на 10 година, што је био први пут да апелационо веће, после ванредног преиспитивања, поништи своју претходну правоснажну пресуду. Шљиванчанин је проглашен кривим за помагање и подржавање у мучењу тих заробљеника. Након издржане две трећине казне Хашки суд је ослободио Веселина Шљиванчанина 7. јула 2011. године.